# Трајанова врата
Тврђава Трајанова врата једна је од најзначајнијих историјских знаменитости Бугарске. Налази се у близини града Ихтиман. Име је добила по римском цару Трајану. 
Представља симболичку границу између покрајина Тракије и Македоније.

## Изглед
Јединствена је по својој конструкцији.
Сама тврђава по изгледу је неправилног правоугаоника. Изграђена је на стени. 
Обухвата зграду која представља монументалну грађевину у којој су, за време одбране превоја, живели војници.
Ограђена је низом аркада. Са унутрашње стране налази се широко двориште.
Главни улаз налази се на северној страни а поред њега и две шиљате куле. Осим главног, постојала су још пет споредна улаза. Налазили су се на кули.
Тврђава има тајни подземни пролаз, тунел, који води до корита реке. Служио је за бекство војника у случају опасности али и за снабдевање водом. Тунел је добро очуван али затворен за туристе.
На улазу у Трајанову тврђаву код истоименог превоја, 2006. године, постављена је камена плоча. Плоча се налази се око шездесет километара јужно од Софије на ауто путу "Тракија" у планини Средња гора.

## Историјат
Име „Трајанова врата” први пут се користи у 15. веку. Тврђава је кроз векове мењала име али име које је добила по римском цару Трајану, задржало до сада. Изградња тврђаве код везује се за цара Трајана.
Време његове владавине обележено је великим грађевинским подухватима. Тврђава представља најзначајнији део великог комплекса који је вековима штитио приступ из правца Константинопоља и мореуза.
Тачан датум изградње није познат. Верује се да потиче из 3. века од када постоје прва писана сведочанства. Римска тврђава обновљена је у јесен 2015. године и од тада је отворена за посетиоце.
Увршћена је на листи „100 националних туристичких објеката” и симболизује културно-историјско наслеђе у региону.

## Битка
Битка код Трајанових врата одиграла се 17. августа 986. године, у којој је Василије други доживео највећи пораз у својим освајачким походима на Бугарску.
Крајем 10. века, Василије други је са војском од тридесет хиљада људи кренуо у освајање града Средеца, садашње Софије. Након неуспеха повлачи се према Тракији недалеко од тврђаве. Бугарска војска тада, под вођством будућег цара Самуила, из заседе напада Византијце и покорава их. Цар Василије спасао се бекством.
Превој је дуго времена носио назив „Царска врата” а након битке назван је „Бугарски превој”.